# Tritons
Els tritons són amfibis urodels que s'assemblen a les salamandres. D'una manera general s'anomenen sobretot «tritons» (amfibis) els urodels que tenen pulmons en l'estat adult però passen molt de temps a l'aigua. Aquesta distinció té nombroses excepcions, pel fet que els mots «tritó» i «salamandra» precedeixen de molt de temps el descobriment de nombroses espècies – tanmateix, continua particularment vàlida a Europa.

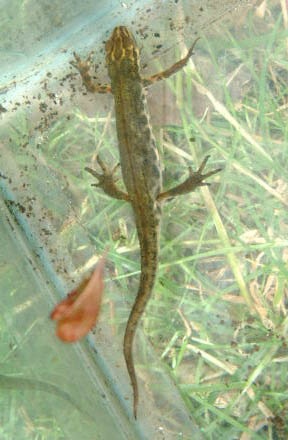
Tritó de l'espècie Triturus vulgaris

En la classificació dels amfibis, només el  gènere Triturus comprèn els tritons stricto sensu. Tot i això, la família dels salamàndrids és habitualment dividida informalment en dos grans grups: les «veritables salamandres» (comprenent els gèneres Chioglossa, Lyciasalamandra, Mertensiella i Salamandra) i els «tritons» (reagrupant els gèneres restants). La majoria de les espècies d'aquest darrer grup són dites tritons en llenguatge corrent.
Els tritons reben el nom del mitològic Tritó en la literatura històrica, i el "tritó" roman en ús com a nom comú en algunes llengües romàniques: en grec, en romanès, rus i búlgar. El nom sistemàtic Tritons va ser introduït en paral·lel al de Pleurodelinae per Tschudi el 1838, basat en el gènere anomenat Tritó per Laurenti el 1768. El gènere Triton de Laurenti fou reanomenat Triturus (cua de Tritó) per Rafinesque en 1815.

## Característiques
Els tritons compateixen moltes de les seves parentes les salamandres, Caudata, com ara la pell glandular semipermeable, quatre extremitats iguals en dimensions, i una cua característica. La pell del tritó, però, no és tan suau com la d'altres caudats. Les larves aquàtiques tenen vertaderes dents a les mandíbules tant superior com inferior i brànquies externes. Tenen la capacitat de regenerar extremitats, ulls, cordons medul·lars, cor, intestins i mandíbules superiors i inferiors. El tritó del ventre de foc japonès pot regenerar les lents dels ulls 18 vegades durant un període de 16 anys i conservar les seves propietats estructurals i funcionals. Les cèl·lules del lloc de la lesió tenen la capacitat de des-diferenciar-se, reproduir-se ràpidament i diferenciar-se de nou per crear un nou membre o òrgan. Una hipòtesi és que les cèl·lules no diferenciades estan relacionades amb cèl·lules tumorals, de manera que els productes químics que produeixen tumors en altres animals produirien extremitats addicionals en tritons.

## Regeneració de teixits
Els tritons, com les salamandres, tenen la propietat de poder regenerar un membre tallat. Sembla que aquest creixement depèn d'un sistema proteic que comprèn la Prod-1, la concentració de la qual varia amb la distància respecte de l'eix del cos, i el nAG, produït per les cèl·lules de Schwann envoltant el nervi seccionat. 

## Toxicitat
Molts tritons produeixen toxines entre les secrecions cutànies com a mecanisme de defensa contra els depredadors. Els tritons de Taricha de l'oest de nordamèrica són particularment tòxics. El tritó Taricha granulosa, de pell rugosa del nord-oest del Pacífic produeix tetradotoxina (anteriorment se'n deia Tarichatoxina fins que es va comprovar la coincidència química amb la TTX) més que suficient per matar un humà adult, i alguns nadius nord-americans del nord-oest del Pacífic van utilitzar la toxina per enverinar els seus enemics. Tanmateix, les toxines només són perilloses si s'ingereixen, i els aquests tritons no suposen cap perill per a granotes i altres amfibis amb els quals comparteixen aigües, o bé mantenir-se de manera segura com a mascotes. Els únics depredadors dels tritons de Taricha són serps del gènere Thamnophis, algunes de les quals han desenvolupat una resistència a la toxina. La majoria dels tritons es poden manejar de manera segura, sempre que no siguin ingerides les toxines que produeixen o que entrin en contacte amb les mucoses o ferides a la pell.

## Espècies comunes a Europa
- Tritó comú - Triturus vulgaris o Lissotriton vulgaris
- Tritó palmat - Lissotriton helveticus
- Tritó crestat - Triturus cristatus
- Tritó verd - Triturus marmoratus
- Tritó alpí - Triturus alpestris o Ichthyosaura alpestris
- Tritó del Montseny - Calotriton arnoldi
- Tritó pirinenc - Calotriton asper
- Gandària o ofegabous - Pleurodeles waltl
- Tritó dels Carpats - Lissotriton montandoni